# Газалкент
Газалке́нт (узб. G‘azalkent / Ғазалкент) — город, административный центр Бостанлыкского тумана (района) Ташкентского вилоята Узбекистана.

## История
Возник в 1932 году как посёлок строителей Газалкентского гидроузла. Ранее Газалкент входил в Бостандыкский район Южно-Казахстанской области. Статус города присвоен в 1964 году.
Начинающийся от него деривационный канал служит энергетическим трактом для каскада Урта-Чирчикских ГЭС (в составе Чирчик-Бозсуйского каскада ГЭС) и подаёт воду на магистральный оросительный канал Бозсу.

## География
Расположен в отрогах Тянь-Шаня на левом берегу реки Чирчик. В городе находится одноимённая железнодорожная станция (на ветке Ташкент — Ходжикент).

## Население
| 1939 | 1959  | 1970    | 1979    | 1989    |
| ---- | ----- | ------- | ------- | ------- |
| 3182 | ↗7317 | ↗13 634 | ↗17 678 | ↗21 490 |

Население — 21 800 жителей (1991). До 1990 года преобладающее население города Газалкента (по убыванию) — русские, узбеки, казахи, немцы, татары, корейцы.
Затем большая часть русскоязычного населения покинула город. Основная причина — безработица, как следствие распада СССР.

## Промышленность
В городе располагаются плодоовощеконсервный, молочный и винодельческий заводы, гранитно-мраморный комбинат.
Камнеобрабатывающий комбинат (КОК) и стекольный завод, обеспечивавшие рабочими местами подавляющую часть населения Бостанлыкского района, к настоящему времени практически прекратили работу.
В окрестностях города находятся дома отдыха и санатории. Также имеется крупная тюремная зона в посёлке Таваксай.

## Известные уроженцы
Рафик Ниша́нович Ниша́нов (узб. Рафиқ Нишонович Нишонов, узб. Rafiq Nishonovich Nishonov; род. 15 января 1926, Газалкент, Бостанлыкский район, Казакская АССР, РСФСР, СССР) — советский и узбекский государственный и политический деятель, дипломат.
- Медведев Иван Анатольевич (родился в 1959 году) — российский писатель, историк географических открытий, автор книг о знаменитых путешественниках[9].
- Ашуров Юлдаш Алимович (умер в 2009 году) — «вор в законе» по кличке Юлдаш Бостанлыкский[10].
- Цоков, Олег Юрьевич (ликвидирован 11 июля 2023) — российский военачальник, генерал-лейтенант Вооруженных Сил РФ, заместитель командующего Южного военного округа (2023 г.) и фигурант списка военных преступников в российско-украинской войне. Командир 144-й мотострелковой дивизии (2022), заместитель командующего 49-й общевойсковой армией (2018—2019), командир 205-й отдельной мотострелковой бригады (2015—2018).

## Примечание
1. 1 2  перепись населения СССР 1989 года
2. ↑  Телефонные коды : Узбекистан. Дата обращения: 28 августа 2020. Архивировано из оригинала 4 марта 2016 года.
3. ↑  ИЗУЧАЯ ДОКУМЕНТЫ ЦЕЛИННОЙ ЭПОПЕИ. Архивировано 7 января 2014 года.
4. ↑  В ряде источников сам Деривационный канал рассматривается как участок Бозсу
5. ↑  перепись населения СССР 1939 года
6. ↑  перепись населения СССР 1959 года
7. ↑  перепись населения СССР 1970 года
8. ↑  перепись населения СССР 1979 года
9. ↑  Медведев Иван Анатольевич // Biografija.ru. Дата обращения: 14 января 2018. Архивировано 15 января 2018 года.
10. ↑  Жители Газалкента будут помнить «вора в законе» Юлдаша Ашурова за добрые дела // Прайм Крайм. Дата обращения: 14 января 2018. Архивировано 15 января 2018 года.